# 170 км (Ульяновська область)
170 км (рос. 170 км) — роз’їзд в Ульяновському районі Ульяновської області Російської Федерації.
Населення становить 10 осіб. Входить до складу муніципального утворення Тимирязевське сільське поселення.

## Історія
Від 2004 року входить до складу муніципального утворення Тимирязевське сільське поселення.

## Населення
| 2010 |
| ---- |
| 10   |